# Solstice (album)
Solstice – album studyjny Ralpha Townera wydany w roku 1975 przez wytwórnię ECM.
Album został nagrany w Arne Bendiksen Studio w Oslo. Okładkę płyty zaprojektował Dieter Bonhorst, wykorzystując fotografię Rainera Kiendrowskiego. W katalogu ECM płyta nosi numer 1060. Płyta została uhonorowana Niemicką Nagrodą Płytową za rok 1976. Wszystkie utwory, z wyjątkiem "Sand", którego autorem jest Eberhard Weber, skomponował Ralph Towner.

## Lista utworów
| 1. | Oceanus         | 11:04 |
|    |                 |       |
| 2. | Visitation      | 2:36  |
|    |                 |       |
| 3. | Driftin Petals  | 7:01  |
|    |                 |       |
| 4. | Nimbus          | 6:31  |
|    |                 |       |
| 5. | Winter Solstice | 4:02  |
|    |                 |       |
| 6. | Piscean Dance   | 4:15  |
|    |                 |       |
| 7. | Red and Black   | 1:19  |
|    |                 |       |
| 8. | Sand            | 4:10  |
|    |                 |       |
|    |                 | 40:58 |
|    |                 |       |

## Twórcy
- Ralph Towner – gitara akustyczna, gitara dwunastostrunowa, fortepian
- Jan Garbarek – saksofon altowy, saksofon tenorowy
- Eberhard Weber – kontrabas, wiolonczela
- Jon Christensen – instrumenty perkusyjne